# Milly D'Abbraccio
Milly D'Abbraccio, pseudonimo di Emilia Cucciniello (Avellino, 3 novembre 1964), è un'ex attrice pornografica italiana.

## Biografia

### Origini
Nata ad Avellino, è figlia e nipote d'arte: il suo ramo materno è costituito da artisti teatrali napoletani. È inoltre la sorella dell'attrice teatrale Mariangela D'Abbraccio. Il nonno era violinista nell'orchestra del Teatro di San Carlo, la nonna pittrice e la madre regista.

### Carriera
Dopo aver vinto nel 1978 il concorso Miss Teenager Italy, nel 1979 incide il 45 giri Superman Supergalattico con il nome di Milli Mou quindi inizia a lavorare in televisione nelle trasmissioni Galassia 2 di Gianni Boncompagni e Vedette con lo stesso pseudonimo. Lavora inoltre al cinema e in teatro con ruoli minori. Ha partecipato alle selezioni di Miss Italia 1985 col titolo di Miss Selezione Fotografica Lazio.
Decide nel 1989 di passare alla carriera di attrice pornografica e poi di accettare le offerte di Riccardo Schicchi entrando così a far parte del gruppo di attrici pornografiche di Diva Futura. Nel marzo 1990 ha partecipato come concorrente alla trasmissione televisiva Colpo Grosso, condotta da Umberto Smaila, sfidando Antonio Zequila. Ha proseguito l'attività nel cinema porno fino al 2005.
Alcuni anni dopo aver lasciato ormai definitivamente il porno, in previsione di darsi alla politica, fu ospite su Rai 2 di Gigi Marzullo durante il programma Sottovoce, dove apparve in un abbigliamento completamente rivisto, molto elegante e sobrio, ormai ben lontano dai suoi celebri e solitamente vistosi, abiti discinti e le acconciature improbabili.
Nel 2025 partecipa come ospite nel programma Belve di Francesca Fagnani in onda su Rai2.

### Attività politica
Nel 2008 si è candidata con la lista dei Socialisti per l'allora X municipio di Roma (oggi è il VII municipio) alle elezioni amministrative dello stesso anno, ma ha ottenuto solamente 19 voti e non è stata eletta.
Nel 2011, l'ex attrice pornografica annuncia la propria candidatura a sindaco di Monza alle elezioni amministrative dell'anno successivo; tuttavia, successivamente decide di ritirare la candidatura a Monza per candidarsi a Torre del Greco.

### Altre attività
Nel 2010 ha lavorato nel mondo della musica in veste di produttrice. Da giugno 2012 esercita la professione di lavoratrice sessuale.

### Vita privata
L'attrice ha due figli, nati da due padri differenti, dei quali non rivela l'identità ai giornalisti, poi nel 2024 è diventata nonna di una bambina.  Nel 2010 ha dichiarato di essere lesbica.

## Filmografia

### Televisione
- College – serie TV, episodio 10 (1990)[15]
- 48 ore – serie TV, episodio 4 (2006)

### Filmografia tradizionale
- Tu mi turbi, regia di Roberto Benigni – episodio Angelo (1983)
- Vediamoci chiaro, regia di Luciano Salce (1984)
- Meglio baciare un cobra, regia di Massimo Pirri (1986)
- Il lupo di mare, regia di Maurizio Lucidi (1987)
- La trasgressione, regia di Fabrizio Rampelli (1987)
- Intrigo d'amore, regia di Mario Gariazzo (1988)
- Amore, non uccidermi, regia di Pietro Nardi (1990)[16][17]
- L'ultimo innocente, regia di Pietro Nardi (1992)[18][19]

### Filmografia pornografica
- Sweet & Perverse Milly, regia di Christoph Clark (1989)
- Proposta oscena, regia di Gerard Damiano (1991)
- La dottoressa, regia di Mario Bianchi (1991)
- Animalità, regia di Phil Weber (1992)
- Amiche del cazzo, regia di Mario Bianchi (1992)
- Vedo nudo, regia di Mario Bianchi (1993)
- Taboo di una moglie perversa - Milly P.R. porca e scatenata, regia di Mario Bianchi (1993)
- A culo nudo, regia di Tony Yanker (1994)
- Belle pazze scatenate - Le ragazze pon pon, regia di Mario Bianchi (1994)
- Strane sensazioni bestiali - Animalità, regia di Mario Bianchi (1994)
- Il fuoco della Trasgressione, regia di Riccardo Schicchi (1994)
- Doppio contatto anale, regia di Mario Bianchi (1995)
- Una famiglia per pene, regia di Mario Bianchi (1996)
- Le depravazioni di Milly, regia di Mario Bianchi (1996)
- C'era una volta il... bordello, regia di Franco Lo Cascio (1997)
- Inchiesta a luci rosse, regia di Franco Lo Cascio (1997)
- Paolina Borghese ninfomane imperiale, regia di Franco Lo Cascio (1998)
- La moglie bugiarda, regia di Franco Lo Cascio (1998)
- AnaXtasia - La principessa stuprata, regia di Franco Lo Cascio (1999)
- Sex Animals (2000)
- La professoressa di lingue, regia di Steve Morelli (2001)
- L'onorevole, regia di Steve Morelli (2002)
- L'avvocata del diavolo, regia di Michael Bernini (2002)
- L'educatrice, regia di Renzo Reggi (2007)[20]

## Discografia
- 1979 – Superman supergalattico/Zip (CGD, 10145, con lo pseudonimo Milli Mou)
- 2018 – Parole Parole feat. Brandon Lowe (Community Musik Records) - pubblicato solo in formato digitale
- 2019 – 20 Gocce di dolore (Community Musik Records) - pubblicato solo in formato digitale